# St. Laurentius (Teutschenthal)

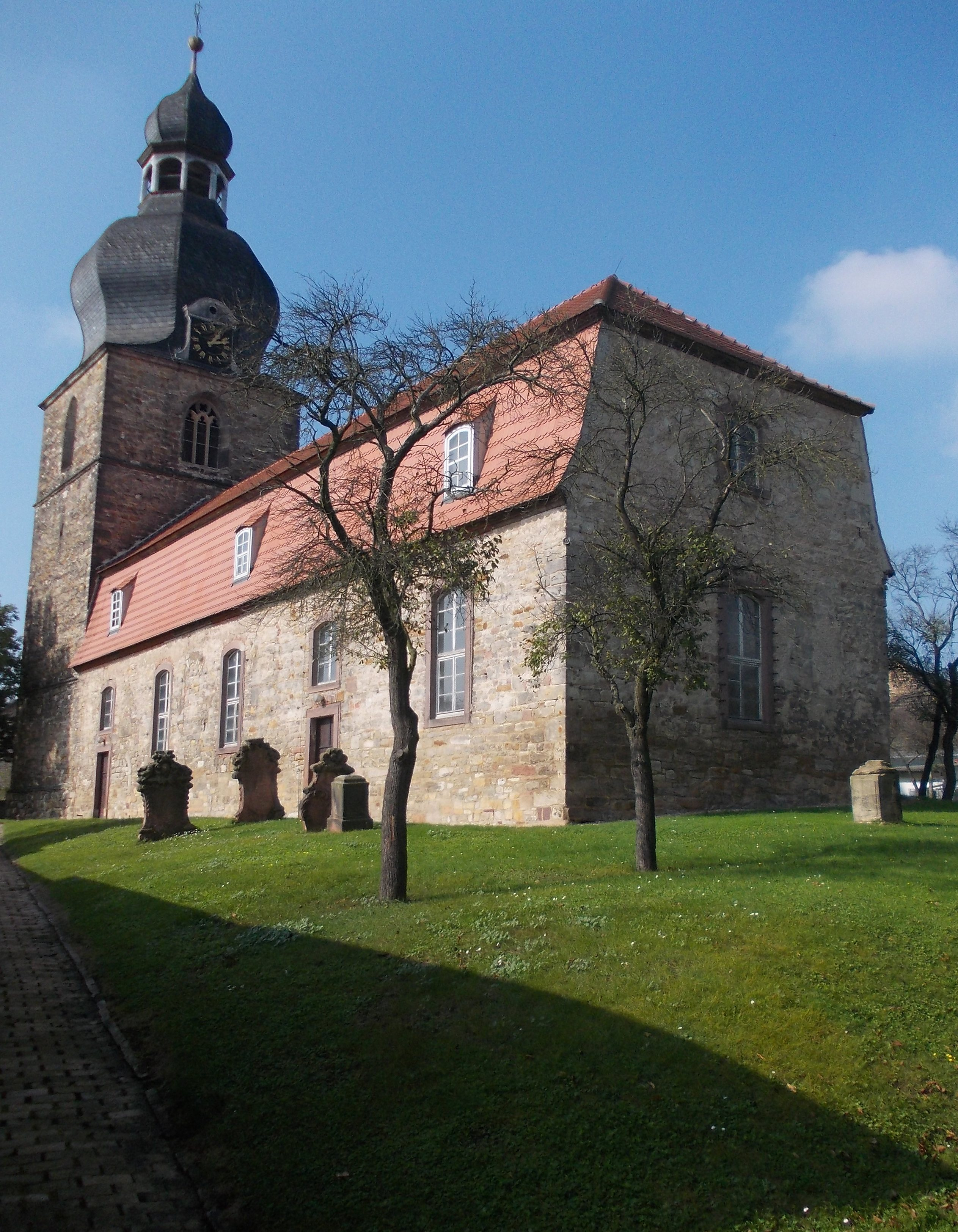
St. Laurentius in Oberteutschenthal

St. Laurentius ist eine denkmalgeschützte evangelische Kirche in der Gemeinde Teutschenthal in Sachsen-Anhalt. Im örtlichen Denkmalverzeichnis ist sie unter der Erfassungsnummer 094 55638 als Baudenkmal verzeichnet.

## Beschreibung
Das dem heiligen Laurentius geweihte Sakralgebäude ist die ehemalige Dorfkirche von Oberteutschenthal, dem heutigen westlichen Ortsteil von Teutschenthal. Von dem ursprünglichen Kirchenbau, erstmals 1129 urkundlich erwähnt, ist nichts erhalten geblieben.
Die Kirche, ein Bruchsteinbau mit quadratischem Westturm, stammt im Kern aus dem 15. Jahrhundert. Der Kirchturm ist von der Gotik geprägt; im Turm befinden sich Schallarkaden mit spätgotischem Maßwerk.
Das 1617 erneuerte Kirchenschiff ist um 1750/1760 verlängert und barockisiert worden, wie auch das Mansarddach mit den Dachgauben aus dieser Zeit stammen. Eine sogenannte welsche Haube aus der Barockzeit mit Laterne bekrönt den  Kirchturm.
Der Innenraum wird von einer Holztonne überwölbt und besitzt eine Hufeisenempore und einen Kanzelaltar. In der Kirche befindet sich eine Gedenktafel zum Kirchenjubiläum 1929 von Paul Horn. 1939 schuf Fritz Leweke Deckenbilder.
Auf dem heute nicht mehr genutzten Kirchhof befinden sich mehrere barocke Grabsteine.

## Orgel
Die heutige Orgel befindet sich auf der Westempore hinter einem klassizistischen Prospekt. Das heutige Werk wurde von der Firma W. Rühlmann erbaut und umfasst 17 Register auf zwei Manualen und Pedal bei pneumatischen Trakturen.

## Glocken
Die heutige Glocke wurde 1495 durch einen unbekannten Gießer geschaffen. Das spätgotische Instrument ist mit Reliefs der vier Evangelisten verziert und erklingt mit dem Schlagton es′. Zwei weitere Gefache im Kirchturm sind heute leer, die Glocken wurden im Laufe der Weltkriege abgegeben. Die Glocke ist eine der größten und klangschönsten im Umkreis. Sie hängt an einem geraden Holzjoch und wird elektrisch angetrieben.